# Saint-Hilaire-la-Plaine
 Saint-Hilaire-la-Plaine  es una comuna (municipio) de Francia, en la región de Lemosín, departamento de Creuse, en el distrito de Guéret y cantón de Ahun.
Su población en el censo de 1999 era de 235 habitantes.
Está integrada en la Communauté de communes du Pays du Creuse Thaurion Gartempe.

## Demografía
| 215 | 247 | 234 | 252 | 237 | 235 |
| Para los censos de 1962 a 1999 la población legal corresponde a la población sin duplicidades (Fuente: INSEE [Consultar]) |     |     |     |     |     |